# Зон, Вильгельм
Иоганн Вильгельм Август Зон (нем. Johann Wilhelm August Sohn; 29 августа 1830 — 16 марта 1899) — немецкий исторический, жанровый и портретный живописец, племянник, ученик и впоследствии зять Карла Фердинанда Зона.

## Биография
В первое время своей деятельности писал исторические картины, каковы например, «Христос на бушующем море» (1853; в Дюссельдорфском музее) и «Христос на Елеонской горе», но вскоре убедился, что настоящее его призвание — жанровая живопись. В этом роде исполнено им несколько замечательных произведений: «Различные жизненные дороги» (1860), «Вопрос совести» (1864; в галерее в Карлсруэ), «На совещании у адвоката» — картина, великолепная по жизненности фигур и мастерскому письму (1866; в Лейпцигском музее), «Празднование причащения в знатном протестантском семействе» и пр. С 1874 года художник был профессором в Дюссельдорфской академии художеств.
Учеником Вильгельма Зона стал его двоюродный брат Карл Рудольф, сопровождавший его в нескольких путешествиях в Париж, Лондон и Италию, Эдуард фон Гебхардт, Теодор Рохолл и Гуго Фогель.